# Кисельов Микола Миколайович (філософ)
Микола Миколайович Кисельов (нар.4 серпня 1942; Грузьке, Конотопський район, Сумська область) — український науковець, філософ, доктор філософських наук (1991), професор (1996). Провідний науковий співробітник Інституту філософії імені Григорія Сковороди НАН України.

## Життєпис
Микола Кисельов народився 5 серпня 1942 року в с. Грузькому Конотопського району Сумської області. Після Другої світової війни родина довший час жила на Донбасі.
Закінчив філософський факультет Київського державного університету ім. Т. Г. Шевченка (1971). Навчався в аспірантурі Інституту філософії АН УРСР (1973–1976). Кандидат філософських наук (1977). Працював асистентом (1971–1972), викладачем кафедри філософії Донецького медичного інституту (1973). З 1973 року в Інституті філософії ім. Г. С. Сковороди НАН України (аспірант, науковий співробітник, старший науковий співробітник, зав. сектором, провідний науковий співробітник).
З 2011 року виконувач обов'язків завідувача кафедри культури та соціально-гуманітарних дисциплін НАОМА.
Дослідницькі інтереси лежать у сфері філософії й методології сучасної науки, філософської антропології, філософсько-світоглядних та етнокультурних проблем екології, зокрема тих, що стосуються впливу екологічних реалій на освітянський процес, державотворення й становлення громадянського суспільства в Україні.

## Наукові праці
- «Об'єкт екології та його еволюція» – К.: Наук. думка, 1979;
- «В гармонії з природою» – К.:
- Політвидав України, 1989; «Світогляд та екологія» – К.: Наук. думка, 1990;
- «Методологія екологічного синтезу» – К.: Наук. думка, 1995 (у співавторстві);
- «Національне буття серед екологічних реалій» – К.: Тандем, 2000 (у співавторстві);
- «Екологічні виміри глобалізації» – К.: Вид. Парапан, 2006 (у співавторстві);
- «Понятійний апарат та закони сучасної екології» – К.: ПАРАПАН, 2008, «Антропосфера: сучасні інтерпретації» – Ніжин: Вид. ПП Лисенко М. М., 2015 (у співавторстві).